# Voivod
Voivod – kanadyjska grupa muzyczna wykonująca w początkowym okresie działalności thrash metal, a następnie metal progresywny. Zespół był jedną z najbardziej wpływowych grup w metalowym undergroundzie lat 80. Powstał w Quebecu w 1982 roku. Założycielami byli Michel „Away” Langevin (perkusja) i Denis „Piggy” D’Amour (gitara elektryczna). Voivod był jedną z pierwszych metalowych kanadyjskich grup, która stała się znana poza granicami swojego kraju. Muzykę formacji charakteryzowały oryginalne brzmienie gitar, teksty poruszały tematy futurologiczne, częstym wątkiem było przejęcie władzy nad światem przez maszyny.

## Historia

### Wczesne lata
Historia zespołu rozpoczyna w 1968 roku, w kanadyjskim Jonquière, małej miejscowości gdzie znajdowała się największa w Ameryce Północnej huta aluminium. W tym roku, pięcioletni wówczas Michel Langevin przeżył wypadek samochodowy. Podczas rekonwalescencji, zaczął tworzyć swoje pierwsze prace plastyczne: “Przenosiłem na papier, malowałem swoje koszmary. Bałem się wszystkich mechanicznych rzeczy. Mieszkałem blisko fabryki i wszystkie hałasy które stamtąd dochodziły sprawiały, że myślałem o mechanicznych monstrach. A potem o nich śniłem. Po przebudzeniu, po prostu je rysowałem”. Już jako nastolatek większość czasu spędzał czytając książki. Wtedy też wymyślił postać wampira o imieniu Voivod, którego osadził w post-nuklearnej krainie Morgoth, gdzie trwała wieczna wojna. Langevin: „Byłem chyba trochę staromodny, mocno siedziałem w klimatach Władcy Pierścieni. Stamtąd pochodzi oczywiście nazwa krainy Morgoth. Sam Voivod pochodzi od Drakuli. Interesowałem się także tematyką sci-fi i po prostu wszystko wymieszałem”.
W 1980 roku Langevin zaczął grać na perkusji. Razem ze swoimi kolegami, wśród których znajdował się Denis D’Amour, organizował wspólne jam session. Wkrótce z tej grupy wyłonił się zespół Death Dealer, jednak Langevin i D’Amour zadecydowali że pójdą własną drogą. Wczesna inkarnacja Voivod powstała w 1981, do składu dołączył basista Jean-Yves Thériault, lokalny DJ, znajomy D’Amoura. Tak się jednak złożyło iż Jean kompletnie nie umiał grać na basie, jednak D’Amour szybko go tego nauczył. Prawda ostatecznie była taka, że D’Amour był jedynym muzykiem który potrafił posługiwać się instrumentem, wobec czego wspólne próby zamieniały się w chaos. Langevin obwieścił wówczas iż potrzebuje co najmniej jednego roku aby oddać się codziennym ćwiczeniom na perkusji. W listopadzie 1982 roku zespół zebrał się ponownie w składzie Langevin, D’Amour i na krótko Jean Fortin z Death Dealer. Wkrótce jednak został on zastąpiony przez Thériaulta. Voivod rozpoczął poszukiwania odpowiedniego wokalisty. Został nim Denis Bélanger w styczniu roku następnego. Zespół wykonywał wtedy covery Judas Priest, Motörhead i Venom. Pierwszy koncert odbył się 25 stycznia 1983 roku i został wydany na kasecie jako demo pod tytułem Anachronism. Od tego momentu członkowie zespołu zaczęli posługiwać się pseudonimami których używali podczas całej swojej późniejszej kariery. D’Amour – Piggy – ze względu na swoją posturę, Langevin – Away – jako że często zdarzało mu się spóźniać lub nie zjawiać się na próby, Bélanger – Snake, takie skojarzenie wywołał u Langevina, gdy pojawił się po raz pierwszy na próbie. I wreszcie Thériault jako Blacky: “To było imię mojego psa, owczarka niemieckiego, którego otruli mi sąsiedzi. To był fajny pies, tyle że pogryzł parę osób. Poza tym Blacky pasowało wtedy do mojego charakteru... Zawsze doszukiwałem się ciemnych stron różnych rzeczy...”. W 1984 roku ukazało się kolejne demo To the Death. Muzycy wysłali je do Metal Blade Records, wytwórnia umieściła utwór Condemned to the Gallows na piątej edycji wydawanej przez siebie składanki Metal Massacre.

### Thrash Metal lata 1984 – 1987

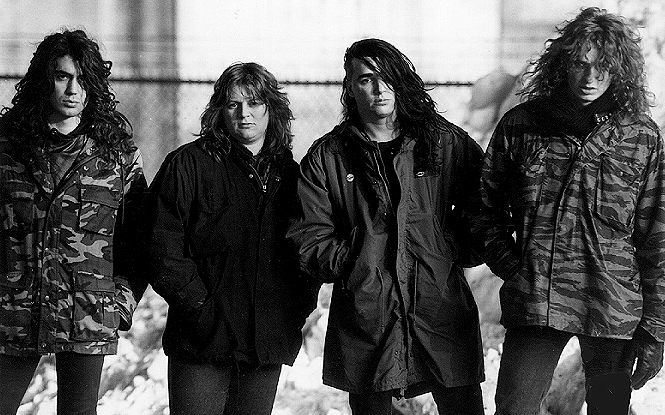
Voivod, 1986. Od lewej: Away, Piggy, Blacky, Snake.

Członkowie Voivod zaciągnęli pożyczkę – każdy po 500 dolarów – od matki Snake’a i dysponując kwotą 2 000 dolarów, w czerwcu 1984 weszli do studia Le Terroir aby w ciągu ośmiu dni nagrać debiutancki album War and Pain. Grupa przedstawiła muzykę thrash metalową z elementami punkrocka. Wiesław Weiss opisał twórczość kwartetu jako „własną odmianę metalu – wściekle dynamiczną, niezwykle hałaśliwą, pełną pędu, demoniczną”. Mimo iż magazyn Kerrang! określił Voivod jako „najgorszy zespół na Ziemi” to płyta rozeszła się w ilości 70 000 egzemplarzy. W grudniu ukazało się kolejne demo Morgoth Invasion. 4 kwietnia 1985 zespół wyruszył w pierwszą trasę poza Kanadę, jako support Cro-Mags i Venom. Wkrótce zaczął powstawać materiał na nową płytę, natomiast brakowało środków pieniężnych na pokrycie kosztów nagrania. Langevin: „Nie mieliśmy kontraktu, byliśmy wtedy bardzo, bardzo biedni. Zarabialiśmy po 152 dolary na miesiąc. Potem ukradziono nam część sprzętu”. Aby przynajmniej tymczasowo rozwiązać problemy finansowe, Voivod zorganizował w Montrealu festiwal World War III, na którym zagrał razem z Celtic Frost, Destruction, Possessed i Nasty Savage. Nadal bez kontraktu płytowego, w październiku zespół wszedł do studia. W tym też czasie grupa przeprowadziła się do Montrealu. Snake: „We czwórkę zamieszkaliśmy razem w malutkim mieszkaniu. Były tam karaluchy. Kiedy wracaliśmy wieczorem po próbie, zabieraliśmy po drodze gazety aby zabić nimi całe to robactwo. Cholera, teraz nie wierzę że to robiliśmy”. W tarapatach pomógł ostatecznie zaprzyjaźniony Celtic Frost – muzycy tego zespołu zabrali ze sobą taśmy demo Voivod i zaprezentowali je w Niemczech, w swojej wytwórni Noise Records. Nagrania spotkały się z aprobatą i został podpisany kontrakt na trzy płyty. Tym sposobem, na przestrzeni października i listopada został zarejestrowany Rrröööaaarrr, który ujrzał światło dziennie w 1986. Album nie zebrał dobrych recenzji, spotkał się wręcz z określeniem iż był krokiem wstecz w porównaniu z debiutem. Nie zachwyciła przedstawiona muzyka, wiele do życzenia pozostawiało także brzmienie, co było spowodowane m.in. faktem iż Blackiemu skradziono wzmacniacz. Płyta była promowana teledyskiem do utworu Ripping Headaches. Inna piosenka, o wymownym tytule Fuck Off and Die, była skierowana do Metal Blade. W czerwcu Voivod intensywnie koncertował w USA, znowu razem z Celtic Frost. W listopadzie zespół udał się na europejskie tournée wraz z Possessed. W grudniu, tylko dla członków fan klubu Iron Gang, ukazało się koncertowe demo No Speed Limit. Voivod zdecydował o pozostaniu w Europie na czas rejestracji kolejnego albumu. Wydany w 1987 Killing Technology był wyraźnym krokiem w kierunku bardziej dojrzałej twórczości i świadczył o stopniowym adoptowaniu elementów charakterystycznych dla rocka progresywnego. Piggy wyciągnął wnioski z dwóch pierwszych płyt: „Po prostu graliśmy zbyt szybko. Traciliśmy wyczucie. Nieco zwolniliśmy i muzyka stała się cięższa”. Kwiecień i maj wypełniło „Tournado” z Kreator, trasa obejmowała Amerykę Północną, następnie była kontynuowana w listopadzie, w Europie. Jednak nie wszystko układało się pomyślnie. Away: „Do tego momentu odbywaliśmy próby codziennie od 1983 roku. Żyliśmy razem, w małym mieszkaniu w Montrealu, wszystko ze sobą grało, oprawa graficzna współgrała z muzyką a muzyka tworzyła całość z opowieścią przedstawioną w tekstach. Jednak nasze działania nabrały takiej intensywności że zespół mógł tego nie przetrwać. Pracowaliśmy nieprzerwanie przez cztery czy pięć lat, praktycznie non-stop, mieliśmy trzy albumy, cieszyliśmy się dobrą reputacją na podziemnej scenie metalowej a jednak ciągle mieszkaliśmy we czwórkę, razem z karaluchami, w małej norze nad barem ze striptizem”.

### Metal progresywny lata 1988–1993

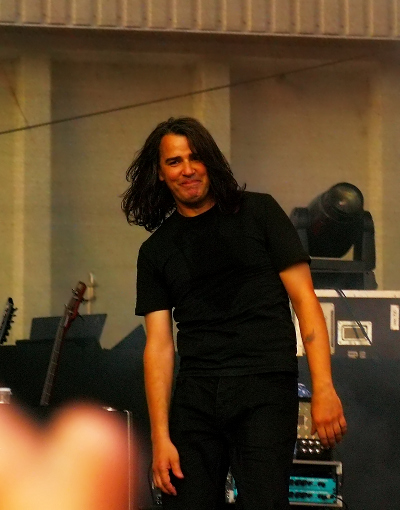
Blacky

Punktem zwrotnym w karierze okazał się następny album Dimension Hatröss. Łączył thrash metal z rockiem progresywnym, Piggy powoływał się na twórczość zespołów takich jak King Crimson, Pink Floyd, Yes, Genesis czy Emerson, Lake and Palmer. Duży sukces odniósł utwór Tribal Convictions, do którego został nakręcony teledysk. Zespołowi udało się podpisać korzystny kontrakt z MCA Records, członkowie Voivod mogli sobie wreszcie pozwolić na to, aby zamieszkać osobno. Grupa wyruszyła w tournée, które wkrótce zostało odwołane – u Piggy’ego zdiagnozowano guza mózgu. Dostępne źródła podają różne wersje przebiegu choroby. Pierwsza jest taka, iż gitarzysta dowiedział się, że ewentualna operacja może spowodować ślepotę, w związku z czym nie zgodził się na jej przeprowadzenie i poddał się leczeniu farmakologicznemu. Inne źródła podają, że niebezpieczna operacja doszła jednak do skutku i zakończyła się sukcesem. Ze względu na długi pobyt D’Amoura w szpitalu, zespół w 1988 miał przerwę w działalności, którą wykorzystał na stworzenie materiału na kolejny album.
Pierwsza pod skrzydłami MCA płyta Nothingface z 1989 roku okazała się największym osiągnięciem zespołu. Away: „To było odrobinę surrealistyczne, wszystko wydarzyło się bardzo szybko. Nothingface odniósł sukces w środowisku ludzi związanych nie tylko ze sceną metalową, ale i alternatywną. Ku naszemu zdumieniu, sprzedaż wyniosła 250 000 – 300 000 egzemplarzy, mimo że muzyka była dziwna”. Po raz pierwszy w historii Nothingface znalazł się w zestawieniu Billboard 200, na pozycji 114. Album, utrzymany w nieco wolniejszym niż dotychczas tempie, wśród starych fanów zyskał opinię zbyt łagodnego. W zestawie znalazł się cover Astronomy Domine grupy Pink Floyd. Zmiana dotyczyła także warstwy tekstowej – główny bohater, Voivod, zaczął koncentrować się na sprawach związanych ze swoim życiem wewnętrznym. Grupa zaangażowała się także w ochronę środowiska o czym opowiadał utwór Missing Sequences – wyrażał obawy przed chorobą Alzheimera w nawiązaniu do rodzinnego Jonquière, „przytłoczonego przez hutę aluminium”. Snake: „Niektórzy naukowcy zaczęli twierdzić, że Alzheimera może wywoływać aluminium. Nie jestem pewien czy to prawda, ale tam gdzie mieszkaliśmy znajduje się wielka fabryka i część miasta jest niemożliwie śmierdząca i obrzydliwa. Nie potrafię tam mieszkać, można się zatruć. Ponadto w okolicy znajduje się wielkie, purpurowe jezioro. Jest różowe i purpurowe, właściwie to można po nim chodzić. Za młodu łapaliśmy tam niezły odlot. Zachorowania na raka są częste w tej części miasta, kiedy przechodzisz przez ulice zaczyna śmierdzieć zgniłymi jajami. Ludzie tam mieszkają… szaleństwo”.
Cały kolejny rok Voivod spędził na koncertowaniu z Soundgarden, Faith No More, a także Rush. Następny album Angel Rat przyniósł radykalne zmiany. Po pierwsze teksty przestały traktować o Voivodzie. Po drugie – zespół zwrócił się w kierunku prostszych, bardziej rockowych i krótszych piosenek. Przedstawiona muzyka była porównywana do twórczości Pink Floyd z okresu Meddle, a także Rush z czasów Caress of Steel. W tym też okresie nastąpiła eksplozja grunge’u z zespołami takimi jak Nirvana na czele i publiczność oczekiwała bardziej zwartych form. Piggy ponadto był zmęczony dotychczasową twórczością: „Granie tych wszystkich złożonych partii gitary – chyba jaja sobie ze mnie robisz? Na scenie koncentrowałem się tylko na mojej dłoni na gryfie oraz na przełączaniu efektów. Nawet bym nie zauważył czy jest na sali publiczność”. Zespół zdecydował się na współpracę z Terrym Brownem, producentem m.in. Rush. Jednak kooperacja nie układała się pomyślnie, poza tym wytwórnia ingerowała w kształt kompozycji. Nie zniósł tego ostatecznie Blacky, który postanowił odejść: „Wielka szkoda że tak naprawdę nie mieliśmy kontroli przy okazji tego albumu, szkoda ponieważ ten materiał miał potencjał. Według mnie, dema pochodzące z przedprodukcji – wciąż mam ich kopie na taśmie – brzmią dziesięć razy lepiej niż gotowy album. Albumu nie mam, posiadam tylko taśmy z ostatecznym miksem, którego nienawidzę. (…) W zespole byłem wtedy jedynym który twierdził iż dalsza współpraca z Terrym Brownem doprowadzi do katastrofy. Jedyne co mogło uratować płytę to zmiana producenta na etapie miksu, jednak reszta zespołu opowiedziała się za kontynuowaniem współpracy z Terrym, co ostatecznie doprowadziło do mojego odejścia. Sesje wyglądały tak że Terry chciał abyśmy każdą piosenkę nagrywali w ten sposób aby była potencjalnym hitem. Maksymalnie mnie to wkurzało, Piggy też nie był z tego powodu szczęśliwy, ale ostatecznie machnął na to ręką, podczas gdy ja nie zmieniłem zdania”. Away: „Czuliśmy że to nastąpi, Blacky pisał coraz więcej muzyki związanej z tańcem nowoczesnym, coraz więcej używał klawiszy i sampli a coraz mniej grał na basie. Czuliśmy że jest bardziej zainteresowany new wave podczas gdy nas pociągał rock. Musieliśmy się rozstać”. Angel Rat rozszedł się w ilości 150 000 egzemplarzy co było poniżej oczekiwań ze strony MCA.
W 1992 roku ukazała się kompilacja Best of Voivod, która przedstawiała „transformację muzyki grupy z prymitywnego thrash metalu do przekonującego metalu progresywnego”. W tym czasie, bez basisty, Voivod sporadycznie koncertował. Nastąpiła krótka przerwa w działalności, ostatecznie zdecydowano się na muzyka sesyjnego w osobie Pierre St. Jeana. W 1993 roku ukazał się The Outer Limits – zdaniem wspomnianego już Wiesława Weissa, było to najwybitniejsze dzieło grupy. Tytuł został zaczerpnięty z fantastycznego amerykańskiego serialu Po tamtej stronie. Album z jednej strony zawierał krótkie utwory, z drugiej – najdłuższą kompozycję w historii zespołu, siedemnastominutowy Jack Luminous, który w warstwie tekstowej opowiadał o najeźdźcy z kosmosu. Oprócz tego w zestawie znalazła się kolejna przeróbka piosenki Pink Floyd, tym razem była to The Nile Song. Niektóre wydania były wzbogacone o grafikę 3D. Płyta spotkała się z chłodnym przyjęciem, sprzedaż była poniżej oczekiwań. Po wydaniu The Outer Limits z zespołem postanowił pożegnać się Snake, pojawiły się wówczas plotki iż miał problemy z narkotykami. Away jednak tak wyjaśniał: „Dla Blacky’ego i Snake’a musiało być frustrujące, iż ja zajmowałem się całą oprawą plastyczną i tekstami, a Piggy pisał większość muzyki”.

### Eric Forrest lata 1995–2001
Po odejściu Snake’a zespół zorganizował przesłuchania w rezultacie których został przyjęty Eric „E-Force” Forrest, który dodatkowo grał na basie. Voivod przygotował muzykę na nowy album, jednakże MCA zdecydowało iż nowe kompozycje są zbyt „ciężkie”. Kontrakt został polubownie rozwiązany, zespół przeszedł do Hypnotic Records. Negatron, który ukazał się w 1995, porzucał charakterystyczną dla zespołu psychodelię na rzecz konwencjonalnego heavy metalu. Zainteresowanie zespołem stopniowo spadało, co miało odzwierciedlenie w coraz skromniejszej publiczności na koncertach. Mimo to, cały następny rok Voivod spędził w trasie obejmującej zarówno Amerykę Północną jak i Europę. W 1997 roku został wydany Phobos, zawierający m.in. cover 21st Century Schizoid Man grupy King Crimson. Należy wspomnieć, iż w tym czasie rozpoczęła się współpraca z Jasonem Newstedem, był on jednym z autorów utworu M-Body. Album jednakże zebrał niskie oceny, popularność zespołu nadal spadała. Po raz pierwszy od czasów Nothingface, płyta powracała do tematu Voivoda. W 1998 ukazał się koncertowy Kronik. W lipcu tego roku zespół wystąpił w Warszawie. W sierpniu grupa miała wypadek samochodowy w Niemczech, niedaleko Mannheim, w którym najbardziej ucierpiał Eric – jego powrót do zdrowia był długotrwały. W 1999 Voivod otwierał koncerty Iron Maiden, Eric grał, ale poruszał się ciągle o kulach, podczas jednego z występów zaśpiewał Snake. W 2000 został wydany Voivod Lives, kolejny album koncertowy. W tym samym roku Away i Piggy zdecydowali aby zakończyć działalność Voivod. Langevin: „W końcówce 2000 duch w zespole umarł. Piggy i ja zadecydowaliśmy rozwiązać zespół”. Ponadto formacja tonęła w długach, Away i Piggy byli zmuszeni podjąć się normalnej pracy: gitarzysta został oświetleniowcem w teatrze a perkusista zaczął przyjmować zlecenia związane z oprawą graficzną. Jednak z punktu widzenia Erica sprawy miały się następująco: „Tak naprawdę wcale nie odszedłem z Voivod, myślę że można powiedzieć, że zostałem wylany w elegancki sposób. Spotkaliśmy się w marcu 2001 i wtedy Away i Piggy powiedzieli mi że to koniec, w sensie koniec Voivod. No cóż, nie kupiłem tego, wiedziałem że Snake ma wrócić. Patrząc wstecz, uczciwie trzeba było przyznać, że ze strony zespołu był to dobry ruch. A potem jeszcze dołączenie Jasona – jak mógłbym konkurować z oryginalnym wokalistą oraz byłym basistą z Metallica? Nie żywię urazy – rola frontmana była dla mnie przywilejem i zaszczytem”. W związku z odejściem Erica, pojawiły się plotki jakoby pozwał Voivod, domagając się odszkodowania za wypadek w Niemczech. Jednakże sam zainteresowany zaprzeczał, twierdząc że wszystkie świadczenia otrzymał w ramach normalnego ubezpieczenia. Po odejściu z Voivod, Eric zamieszkał we Francji, gdzie kontynuował karierę z własną grupą E-Force.

### Snake i Jasonic lata 2002–2005
W międzyczasie Dave Grohl utworzył projekt Probot. Do oprawy graficznej został zaangażowany Away – spotkał się wówczas z Bélangerem, który również brał udział w przedsięwzięciu, śpiewał w utworze Dictatosaurus. Snake: „Po wypadku Eric nie był w dobrej kondycji, zespół chciał kontynuować działalność z kimś innym. Pojawiłem się przy okazji pracy nad Probot. Tak to się stało. Było tak jakbym nigdy nie odszedł. Jakby nic się nie wydarzyło”. Away: „Snake’a nie było wśród nas wiele lat. Sporo się u niego zmieniło. Kiedy opuszczał zespół, miał sporo problemów. Wybrał się do piekła, a potem stamtąd powrócił”. 27 września 2002 roku do Voivod dołączył Jason „Jasonic” Newsted znany z Metallica. W październiku zespół wszedł do studia. W 2003 ukazał się Voivod (początkowo miał nosić tytuł The Multiverse), wydany pod własnym szyldem Newsteda – Chophouse Records. Płyta zawierająca krótkie, dynamiczne utwory, utrzymane w duchu hard rocka z elementami punku, okazała się największym do tej pory sukcesem. Zajęła 21 miejsce w zestawieniu Billboard w kategorii Top Independent Albums. Away podkreślał kluczową rolę jaką odegrał wówczas Newsted. Basista poprzez swoją firmę wsparł Voivod finansowo, a także walnie przyczynił się do reformacji grupy, to on stał za ponownym sprowadzeniem Snake’a. Kwiecień i maj wypełniła trasa z Sepultura, w czerwcu zespół otwierał występy Ozzy’ego Osbourne’a, a następnie wziął udział w Ozzfest. Planowane tournée z Ozzym zostało odwołane na skutek jego wypadku na quadzie. Tym sposobem, koncert w ramach Ozzfestu, z dnia 28 sierpnia 2003, miał okazać się ostatnim z Denisem D’Amourem w składzie. Rok 2004 Piggy spędził na komponowaniu nowego materiału, w 2005 ukazało się DVD D-V-O-D-1, zawierające wszystkie teledyski zespołu z lat 80., a także inne materiały archiwalne. D’Amour planował nagrywanie z Voivod kolejnej płyty, ale wypadki miały potoczyć się inaczej.

### Śmierć Piggy’ego
Away: „Na samym początku 2005 roku Piggy zaczął się uskarżać, że coś jest nie tak z jego zdrowiem. W kwietniu poszedł do szpitala i wtedy wyglądało na to, iż jedyne czego potrzebuje, to operacja wyrostka”. Latem zdiagnozowano u niego raka jelita grubego, w szczególności okrężnicy. Piggy został hospitalizowany w Montrealu celem przeprowadzenia operacji usunięcia nowotworu. Jednakże wystąpiły komplikacje i okazało się, że rak był już w zaawansowanym stanie i w związku z tym nieoperowalny. Pojawiły się także przerzuty do wątroby. 24 sierpnia, zespół wydał oświadczenie: „Pomagamy Denisowi, jak tylko możemy, aby czuł się dobrze podczas walki o zdrowie. Denis jest bardzo skrytą osobą i nie chce robić ze swojej choroby wielkiej sprawy, dlatego nie możemy odpowiadać na pytania dotyczące jego stanu, ani podawać żadnych innych szczegółów. Doceniamy wasze zrozumienie”. 25 sierpnia, w nocy, Piggy zapadł w śpiączkę, z której już się nie wybudził. Zmarł następnego dnia, w piątek, około godziny 23:45 w otoczeniu rodziny oraz przyjaciół. Miał 45 lat. Jego pogrzeb odbył się 1 września w Jonquière.

Już od jakiegoś czasu bałem się nadejścia tego dnia. Mój stary kumpel z zespołu odszedł. Odszedł ostatniej nocy w spokoju ducha i bez bólu. Do samego końca pozostał uroczą osobą z prawdziwą rockową duszą nie znającą kompromisów.

Denis D’Amour cieszył się dużą estymą wśród muzyków związanych z metalową sceną. Po jego śmierci Afzaal Nasiruddeen, z Crisis napisał: „W naszych metalowych kręgach, to, co robił, nazywaliśmy akordami Piggy’ego – styl i brzmienie, które sam wymyślił oraz unikatowy sposób grania. (...) Nigdy nie zapomnę jego rozbawienia, gdy mówił mi, że za każdym razem, kiedy w jakimś magazynie widzi tabulatury Voivod, zawsze są zapisane niewłaściwie. Autorzy nigdy nie potrafili rozgryźć, jak on to gra i dlatego zawsze tworzyli te złożone struktury. Piggy śmiał się, gdy pokazywał mi, jakże prosta jest jego metoda i jak te akordy tworzone są poprzez czyste wyczucie brzmienia, będące przeciwieństwem jakiegoś technicznego nonsensu”. Mille Petrozza z Kreator tak wspominał zmarłego gitarzystę: „Voivod zawsze był dla nas jednym z najważniejszych zespołów tego gatunku. Nie tylko, dlatego że staliśmy się przyjaciółmi – od chwili naszej pierwszej trasy w 1987 roku – ale również ze względu na ich muzyczny poziom! Kiedyś Piggy nauczył mnie tych dziwnych chwytów Voivod, które od tamtej pory pojawiają się w wielu naszych utworach! (...)”.

### Dziedzictwo Piggy’ego lata 2006–2009

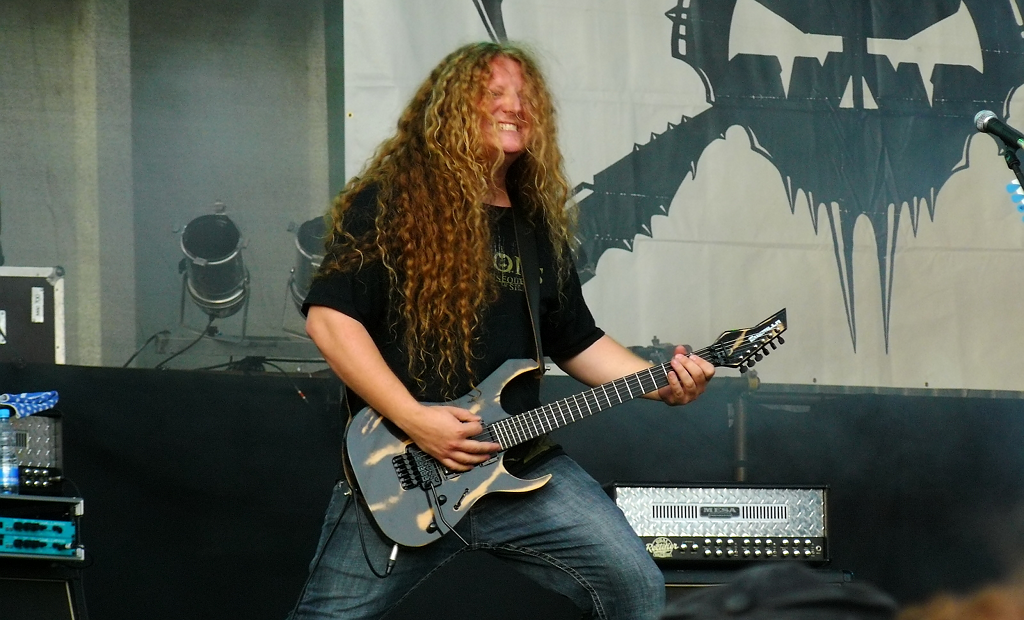
Dan Mongrain

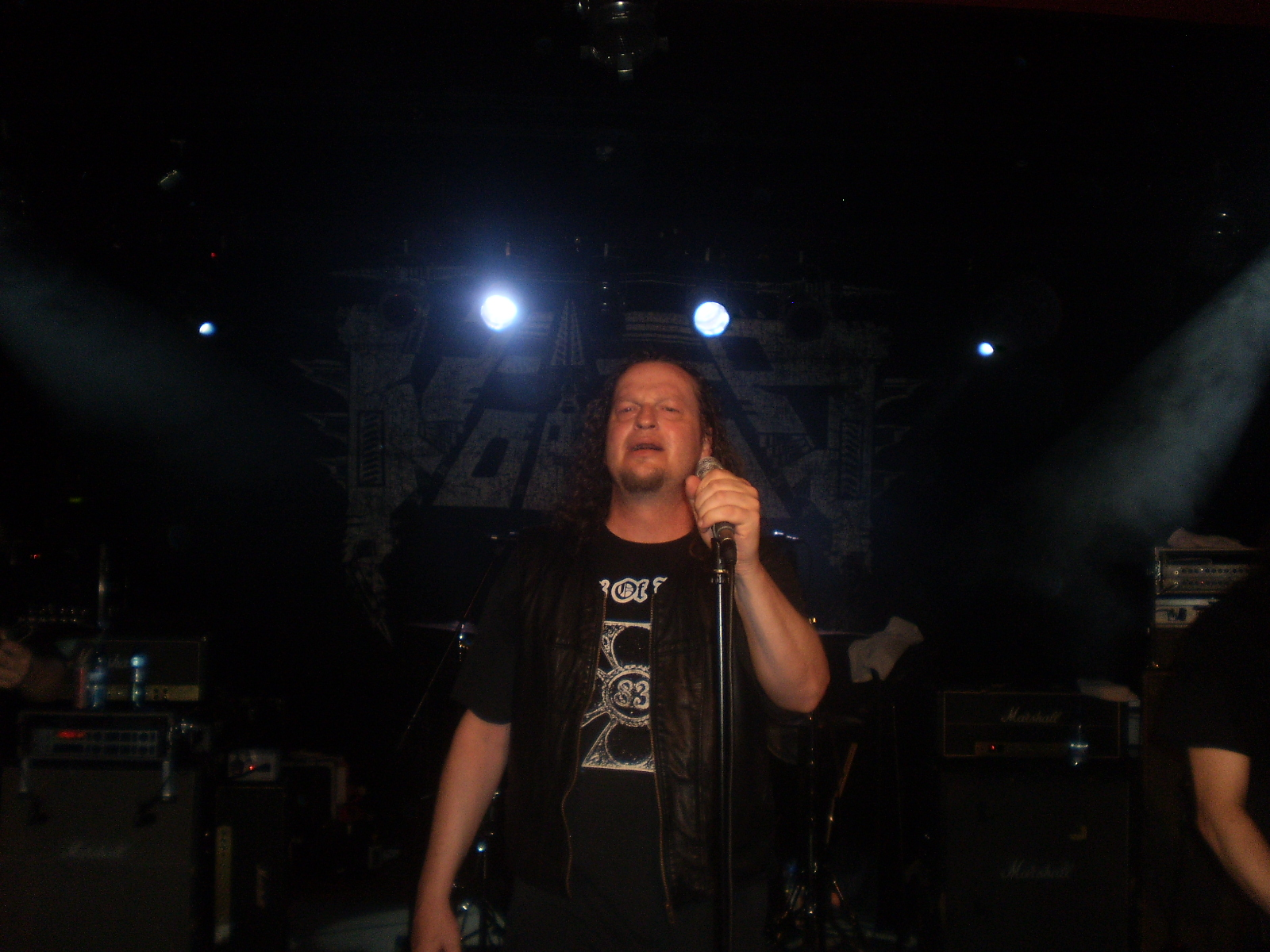
Snake podczas występu w klubie Firlej, Wrocław, maj 2011

Away: „Piggy nagrywał i rejestrował praktycznie wszystko, był w tym mistrzem. Nagrywał całymi dniami. Zakładał słuchawki na uszy i grał. Nawet podczas swoich ostatnich godzin jasności umysłu nagrywał z gitarą akustyczną w ręku. Nie byłem w stanie tego wszystkiego przesłuchać w całości, to było dla mnie zbyt emocjonalne przeżycie. Ostatni zapis trwa około godziny. Dość mroczna muzyka. (...) Piggy do mnie zadzwonił i powiedział, że musi mi coś przekazać. Natychmiast udałem się do szpitala. Powiedział, że ma na laptopie profesjonalnie zarejestrowanych 23 utworów a oprócz tego wiele innego nowego materiału. Podał mi hasła dostępu oraz nazwy plików. To było tuż przed jego zapadnięciem w śpiączkę, to był jeden z jego ostatnich momentów świadomości. Powiedział mi że czuje że może w każdej chwili umrzeć, powiedział, że chce abyśmy wypełnili kontrakt podpisany z The End Records. Powiedział abyśmy wydali cały materiał”. Gitarzysta, dosłownie tuż przed śmiercią, zdążył przekazać Langevinowi partie gitarowe, które skomponował z myślą o kolejnym albumie. Newsted: „24 sierpnia, po południu, Denis zadzwonił do Michela i powiedział, że musi przyjść natychmiast do szpitala z laptopem. W ostatnim momencie świadomości powiedział mu gdzie wszystko jest. Potem po prostu zasnął”. Voivod postanowił wydać utwory zmarłego kolegi – koncepcja polegała na tym aby riffy Piggy’ego zostawić w takim stanie jakim są a jedynie dograć partie pozostałych instrumentów. Taki charakter miały dwie kolejne płyty: Katorz z 2006 oraz Infini z 2009. Katorz, którego tytuł to fonetyczny zapis francuskiego słowa „quatorze”, oznaczającego “czternaście”, był ciężkim przeżyciem pod względem emocjonalnym dla członków zespołu. Away: „Bardzo trudno mi się słucha tych utworów, wiem że były pisane już pod koniec, gdy Piggy był bardzo chory”. Album jednakże miał charakter pozytywny. Snake: „Wszystko było już wstępnie napisane, nic nie chciałem zmieniać, wiedziałem że Piggy uwielbiał to co robiłem do tej pory, więc nie chciałem przenosić do muzyki smutku lub myśli związanych ze śmiercią Piggy’ego i jego odejściem. Moim zdaniem cały album traktuje o życiu, o byciu żywym”. Katorz zebrał dobre oceny, znalazł się także na 37 miejscu w zestawieniu Top Independent Albums. W niektórych recenzjach pojawiały się jednak zarzuty, iż płyta jest nierówna a piosenki uproszczone. Voivod nie zdecydował się na tournée promujące dzieło.
Przez cały 2007 rok działalność zespołu została całkowicie wstrzymana. Away: „Lata 2006 i 2007 spędziliśmy w ogóle nie myśląc o Voivod. Właściwie to byłem przekonany że ludzie o nas zapomną. Stało się inaczej. Pojawiło coraz więcej pytań kiedy wejdziemy znowu do studia, zaczęliśmy otrzymywać mnóstwo szalonych propozycji aby wystąpić na festiwalach w Europie”. Na początku września Piggy został wprowadzony do kanadyjskiego Quebec Metal Hall Of Fame. W 2008 roku Voivod ogłosił powrót na scenę. Jako że dwa lata wcześniej, Newsted uległ wypadkowi i miał uszkodzone ramię, szeregi Voivod zdecydował się zasilić oryginalny basista Blacky: „Z Piggym spotkałem się na jeden dzień przed jego śmiercią, byłem w szoku. Nie miałem bezpośredniego kontaktu z zespołem aż pewnego razu na voivod.net pojawiła się bardzo zła wiadomość, która potem została usunięta. Od kilku tygodni wiedziałem że Piggy ma kłopoty zdrowotne, ale tak jak wszyscy wierzyłem, że wyjdzie z tego. Zadzwoniłem do niego, ale telefon odebrała jego matka, była u niego już od paru dni. Chwilę potem zadzwoniłem do Michela i spotkaliśmy się w szpitalu gdzie (Piggy) zmarł jakieś 36 godzin później. (...) Pewnego dnia Michel skontaktował się ze mną i zapytał czy byłbym zainteresowany grać z nim i Denisem materiał z pierwszych sześciu płyt Voivod. Zasugerował również, że Dan mógłby grać na gitarze. Zgodziłem się bez chwili namysłu. Newsted, zgodnie z informacją na oficjalnej stronie zespołu, pozostał członkiem formacji. Jeśli chodzi o gitarzystę, to rozpatrywano wówczas również kandydaturę Andreasa Kissera z Sepultury, jednak podstawową przeszkodą okazała się odległość Kanada – Brazylia. Ostatecznie do Voivod został przyjęty Dan Mongrain, znany z zespołu Martyr, przyjaciel Blacky’ego. W takim składzie, 22 czerwca zespół dał pierwszy od śmierci Piggy’ego koncert, w Montrealu podczas festiwalu Heavy MTL. 23 czerwca 2009 ukazała się Infini, ostatnia płyta z materiałem Piggy’ego. Ze względu na odnawiającą się kontuzję Newsteda był pomysł aby tym razem zagrali zarówno Blacky jak i Eric Forrest. Jednakże ostatecznie Newsted zadecydował, że podoła temu zadaniu w studio. Pojawiły się informacje jakoby miało być to ostatnie dzieło, kończące historię zespołu. Greg Prato napisał: „Nawet jeżeli Infini okaże się ostatnim albumem Voivod, to grupa odchodzi w dobrym stylu – z pomocą jednego z najbardziej niedocenianych gitarzysty wszech czasów”.

Piggy nic nam nie doradzał. Kiedy przekazywał nam swoją muzykę, leżał w bardzo złym stanie w szpitalu, wiedział, że przegra walkę. Nie mieliśmy pojęcia o tych utworach. Poprosił Michela, aby przyjechał do szpitala i powiedział mu, że ma na laptopie około 25 utworów. Na Katorz reampowaliśmy jego gitary, ale tym razem (w przypadku Infini) w ogóle ich nie ruszaliśmy, chcieliśmy zachować intymne brzmienie oryginałów. (...) W języku francuskim „infini” ma dwa znaczenia: nieskończoność i niedokończony. Pomyśleliśmy, że ten tytuł pasuje do naszej sytuacji. W pewnym sensie jest to niedokończony album, no i porusza kwestie nieskończoności, jeśli mówimy o śmierci, odejściu, wieczności.

### Dan Mongrain lata 2009 – obecnie

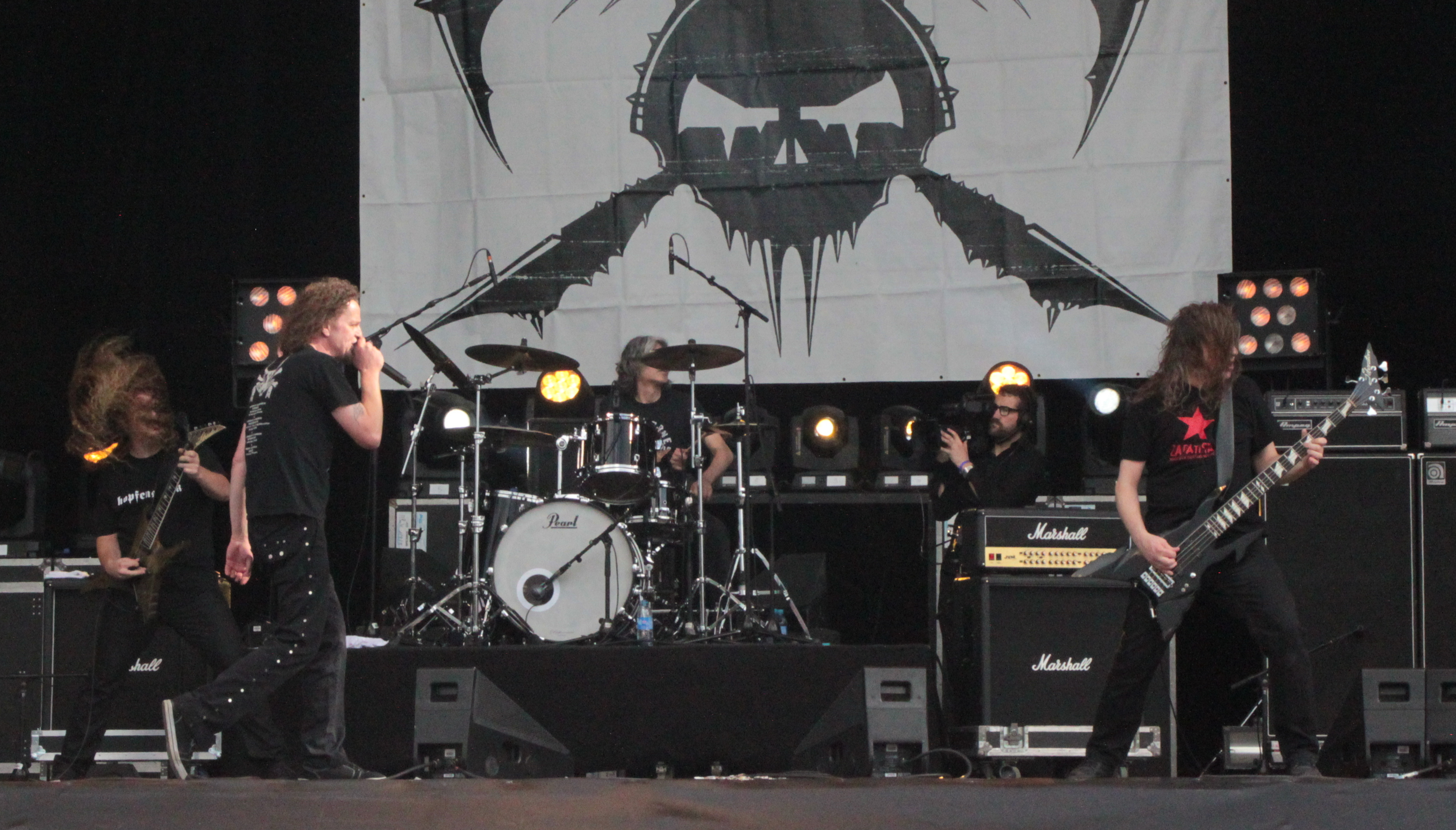
Voivod, 2013

Voivod w składzie Snake, Away, Blacky, Dan wyruszył w trasę. Podczas festiwalu Hellfest Summer Open Air we Francji, wystąpił Eric Forrest i zaśpiewał utwór Tribal Convictions razem z Bélangerem. Koncerty formacji trwały praktycznie nieprzerwanie na przestrzeni lat 2009 –2011. W tym okresie zespół trzykrotnie wystąpił w Polsce: 11 lipca 2009 w Krakowie, 14 maja 2011 we Wrocławiu oraz dzień później – w Warszawie. Pod koniec 2009 ukazało się kolejne DVD Tatsumaki: Voivod in Japan 2008, dokumentujące występ w Kawasaki. W połowie 2010 roku Voivod zarejestrował w studio nowy materiał, jednakże Away zastrzegł, iż na razie jest stanowczo za wcześnie aby mówić o kolejnym albumie. W czerwcu 2011 ukazał się koncertowy Warriors of Ice, był to zapis z występu w Montrealu z 12 grudnia 2009.
We wrześniu 2011 Away zapowiedział nowy album, który miał się z początkiem następnego roku. Za nowe kompozycje odpowiedzialni byli głównie Dan i Blacky, autorem tekstów był Snake, natomiast przygotowaniem warstwy graficznej zajmował się Langevin. Target Earth ukazał się 21 stycznia 2013, był porównywany do wcześniejszych dokonań zespołu z okresu Dimension Hatröss oraz Nothingface. W lipcu 2014 z powodów osobistych z zespołu ponownie odszedł Blacky, na jego miejsce został przyjęty Dominic „Rocky” Laroche. W lutym 2016 ukazała się EP-ka Post Society.
W listopadzie 2017 zespół zaczął nagrywać swój czternasty album studyjny The Wake, który wydany został we wrześniu 2018.

## Tematyka poruszana w tekstach
Zespół skłania się ku tworzeniu albumów koncepcyjnych powiązanych ze sobą w jedną długą opowieść science-fiction o bohaterze przemierzającym zniszczone, postnuklearne światy przyszłości. Teksty alegorycznie oraz wprost podejmowały temat współczesnych zagrożeń środowiska naturalnego oraz kwestii etycznych związanych z wykorzystaniem najnowszych technologii oraz badaniami naukowymi. Głównym autorem tekstów oraz całej oprawy graficznej był Away.

## Muzycy
| - Michel „Away” Langevin – perkusja (od 1982) - Denis „Snake” Bélanger – śpiew (1982–1994, od 2002) - Dominic „Rocky” Laroche – gitara basowa (od 2014) - Daniel „Chewy” Mongrain – gitara (od 2008) | - Denis „Piggy” D’Amour – gitara (1982–2005; zmarły 2005) - Jean-Yves „Blacky” Thériault – gitara basowa (1982–1991, 2008-2014) - Pierre St. Jean – gitara basowa (1992–1993) - Gilles Brisebois – gitara basowa (1993–1994) - Eric „E-Force” Forrest – śpiew, gitara basowa (1994–2001) - Jason „Jasonic” Newsted – gitara basowa (2002–2008) - Vincent Peake – gitara basowa (2002–2005) |

## Dyskografia
| 1984                           | War and Pain - Data: 10 sierpnia 1984 - Wydawca: Metal Blade Records      | 197 | –  | –   | –  |
| 1986                           | Rrröööaaarrr - Data: 14 marca 1986 - Wydawca: Noise Records               | 199 | –  | –   | –  |
| 1987                           | Killing Technology - Data: 3 kwietnia 1987 - Wydawca: Noise Records       | 182 | –  | –   | –  |
| 1988                           | Dimension Hatröss - Data: 29 czerwca 1988 - Wydawca: Noise Records        | 126 | –  | –   | –  |
| 1989                           | Nothingface - Data: 13 października 1989 - Wydawca: Mechanic, MCA Records | 114 | –  | –   | –  |
| 1991                           | Angel Rat - Data: 12 listopada 1991 - Wydawca: Mechanic, MCA Records      | –   | –  | –   | –  |
| 1993                           | The Outer Limits - Data: 3 sierpnia 1993 - Wydawca: Mechanic, MCA Records | –   | –  | –   | –  |
| 1995                           | Negatron - Data: 21 listopada 1995 - Wydawca: Hypnotic Records            | –   | –  | –   | –  |
| 1997                           | Phobos - Data: 12 sierpnia 1997 - Wydawca: Slipdisc Hypnotic              | –   | –  | –   | –  |
| 2003                           | Voivod - Data: 4 marca 2003 - Wydawca: Chophouse, Surfdog                 | –   | 21 | –   | –  |
| 2006                           | Katorz - Data: 25 lipca 2006 - Wydawca: The End                           | –   | 37 | –   | –  |
| 2009                           | Infini - Data: 23 czerwca 2009 - Wydawca: Relapse Records                 | –   | –  | –   | –  |
| 2013                           | Target Earth - Data: 22 stycznia 2013 - Wydawca: Century Media Records    | –   | 44 | 139 | 72 |
| 2018                           | The Wake - Data: 21 września 2018 - Wydawca: Century Media Records        | –   | –  | 94  | 26 |
| 2022                           | Synchro Anarchy - Data: 11 lutego 2022 - Wydawca: Century Media Records   | –   | –  | –   | –  |
| 2023                           | Morgöth Tales - Data: 21 lipca 2023 - Wydawca: Century Media Records      | –   | –  | –   | –  |
| „–” pozycja nie była notowana. |                                                                           |     |    |     |    |

| 1986                           | Thrashing Rage - Data: 1986 - Wydawca: Noise Records                 | –  |
| 1987                           | Cockroaches - Data: 1987 - Wydawca: Noise Records                    | –  |
| 2000                           | Live @ Musiqueplus - Data: 2000 - Wydawca: Musiqueplus               | –  |
| 2016                           | Post Society - Data: 26 lutego 2016 - Wydawca: Century Media Records | 10 |
| „–” pozycja nie była notowana. |                                                                      |    |

| Rok  | Tytuł                                                    |
| ---- | -------------------------------------------------------- |
| 1992 | The Best of Voivod - Data: 1992 - Wydawca: Noise Records |
| 1998 | Kronik - Data: 1998 - Wydawca: Slipdisc Hypnotic         |

| Rok  | Tytuł                                                                      |
| ---- | -------------------------------------------------------------------------- |
| 2000 | Voivod Lives - Data: 22 sierpnia 2000 - Wydawca: Metal Blade Records       |
| 2011 | Warriors of Ice - Data: 14 czerwca 2011 - Wydawca: Indica Records          |
| 2012 | Live at Roadburn 2011 - Data: 12 kwietnia 2012 - Wydawca: Roadburn Records |

## Wideografia
| Rok  | Tytuł                                                                    |
| ---- | ------------------------------------------------------------------------ |
| 2005 | D-V-O-D-1 - Data: 20 października 2005 - Wydawca: The End Records        |
| 2009 | Tatsumaki: Voivod in Japan 2008 - Data: 17 listopada 2009 - Wydawca: MVD |